# Hendrik Johannes Terras

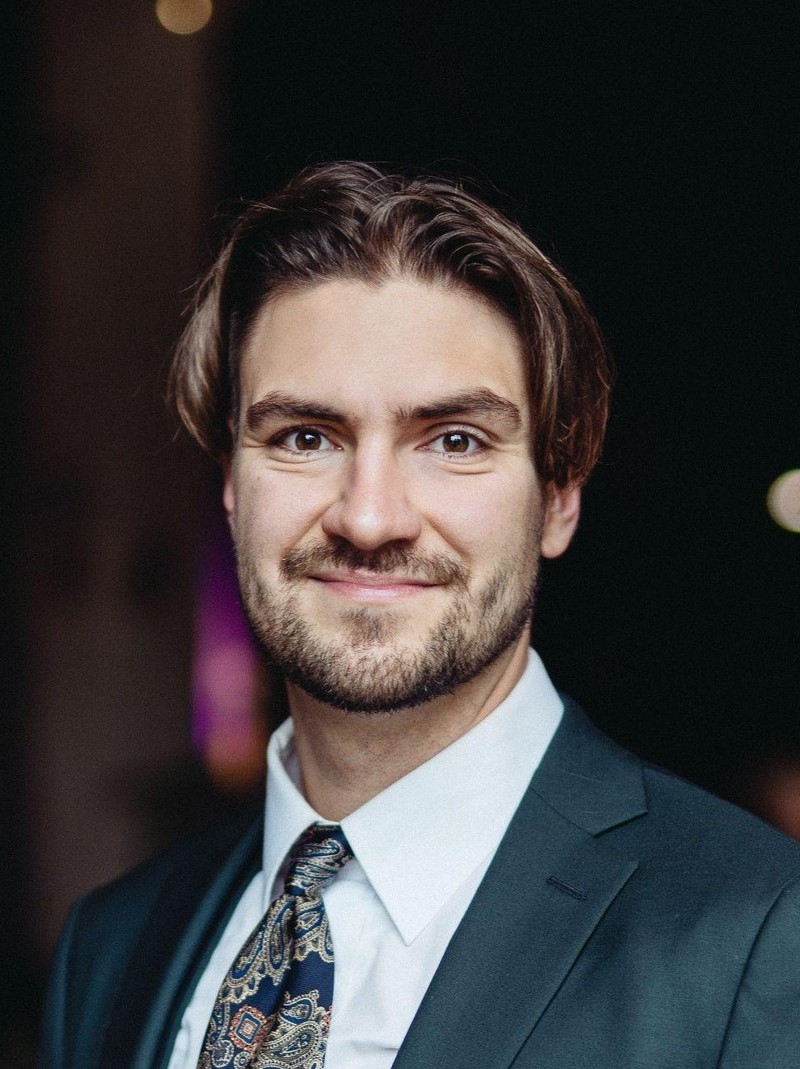
Hendrik Johannes Terras

Hendrik Johannes Terras (* 14. Juni 1993) ist ein estnischer Politiker. Er gehört der Eesti 200 an. Seit dem 25. März 2025 ist er Minister für Regionale Angelegenheiten im Kabinett Michal.

## Leben
Terras wurde als Sohn des ehemaligen estnischen Offiziers und Politikers Riho Terras und der Diplomatin Kaili Terras geboren. Er absolvierte sein Bachelorstudium in Journalismus und Kommunikation an der Universität Tartu im Jahr 2017. 2019 schloss er dort ein Masterstudium in Kommunikationsmanagement ab.

### Politik
Terras trat 2021 der Partei Eesti 200 bei. Im April 2022 wurde er zum Vorsitzenden der Jugendorganisation Noor Eesti 200 gewählt. Bei den 
Parlamentswahlen 2023 wurde Terras mit 771 Stimmen im Wahlkreis Haabersti–Põhja-Tallinn–Kristiine in das XV. Riigikogu gewählt. Am 25. März 2025 wurde Terras zum Minister für regionale Angelegenheiten und Landwirtschaft ernannt.